# Panna dziedziczka
Panna dziedziczka (por. Sinhá Moça) – brazylijska telenowela emitowana od 28 kwietnia do 14 listopada 1986 roku przez stację telewizyjną Rede Globo.

## Obsada
- Rubens de Falco – Pułkownik Aristides Ferreira, Baron Araruna
- Lucélia Santos – Sinhá Moça (Maria das Graças Ferreira Fontes)
- Tarcísio Filho – Mário
- Tato Gabus – José
- Chica Xavier – Virgínia
- Fernando José – Martinho
- Raymundo de Souza – Dimas (Rafael)
- Grande Otelo – Justo
- Elaine Cristina – Baronowa Cândida Ferreira
- Gésio Amadeu – Fulgêncio
- Cosme dos Santos – Bastião
- Ivan Mesquita – Coutinho